# Samtgemeinde Sottrum
Samtgemeinde Sottrum er en Samtgemeinde med 7 kommuner, beliggende i den sydvestlige del af Landkreis Rotenburg (Wümme), i den nordlige del af den tyske delstat Niedersachsen. Samtgemeindens administration ligger i byen Sottrum.

## Geografi
Floderne Wieste og Wümme løber gennem Samtgemeinden, der består af disse kommuner:
1. Ahausen
2. Bötersen
3. Hassendorf
4. Hellwege
5. Horstedt
6. Reeßum
7. Sottrum

## Historie
I 1969 slog kommunerne Bötersen, Clüversborstel, Everinghausen, Hassendorf, Hellwege, Höperhöfen, Reeßum, Schleeßel, Sottrum, Stapel, Stuckenborstel, Taaken og Winkeldorf sig frivilligt sammen til Samtgemeinde Sottrum.
I 1970 tilsluttede Horstedt sig Samtgemeinden.
I forbindelse med områdereformen 1. marts 1974 blev også kommunerne Ahausen og Eversen en del af Samtgemeinden.